# Provjereno
Provjereno je hrvatska televizijska emisija koja se bavi istraživačkim novinarstvom, a prikazuje se na Novoj TV. Emisija je započela s prikazivanjem 2007. godine, a danas se prikazuje četvrtkom u 23:00 sata. Emisiju vodi Ema Branica, a uređuje Mato Barišić.
Provjereno se ponajprije bavi socijalnim i političkim problemima u Hrvatskoj, ali također sadrži priloge koji su eksperimentalnije ili duhovitije naravi.
Budući da se emisija često bavi kriminalom i korupcijom, mnogi su novinari Provjerenog tijekom godina primali prijetnje zbog svojeg rada. Unatoč tome, Provjereno je u više navrata uspjelo razotkriti slučajeve kriminala, korupcije ili nemara vlasti u Hrvatskoj.[nedostaje izvor]

## Format
Provjereno slijedi format tipičan za televizijski informativni magazin, sadrži četiri priloga u svakoj epizodi. Svaki prilog najavljuje voditeljica, nakon čega se prikazuje sam prilog.

## Prikazivanje
U desetoj sezoni 17. studenoga 2016. prikazana je 400. emisija, trinaeste sezone 14. veljače 2019. prikazana je 500. emisija, u sedamnaestoj sezoni 17. siječnja 2024. prikazana je 700. epizoda.
| Sezona | Broj emisija | Premijera          | Finale            |
| ------ | ------------ | ------------------ | ----------------- |
| 1.     | 42           | 5. rujna 2007.     | 26. lipnja 2008.  |
| 2.     | 40           | 11. rujna 2008.    | 25. lipnja 2009.  |
| 3.     | 41           | 24. rujna 2009.    | 22. srpnja 2010.  |
| 4.     | 43           | 16. rujna 2010.    | 14. srpnja 2011.  |
| 5.     | 46           | 1. rujna 2011.     | 12. srpnja 2012.  |
| 6.     | 46           | 30. kolovoza 2012. | 12. srpnja 2013.  |
| 7.     | 44           | 5. rujna 2013.     | 10. srpnja 2014.  |
| 8.     | 43           | 4. rujna 2014.     | 9. srpnja 2015.   |
| 9.     | 43           | 10. rujna 2015.    | 14. srpnja 2016.  |
| 10.    | 46           | 1. rujna 2016.     | 13. srpnja 2017.  |
| 11.    | 44           | 7. rujna 2017.     | 12. srpnja 2018.  |
| 12.    | 44           | 6. rujna 2018.     | 11. srpnja 2019.  |
| 13.    | 38           | 5. rujna 2019.     | 28. svibnja 2020. |
| 14.    | 42           | 3. rujna 2020.     | 1. srpnja 2021.   |
| 15.    | 40           | 9. rujna 2021.     | 30. lipnja 2022.  |
| 16.    | 41           | 8. rujna 2022.     | 29. lipnja 2023.  |
| 17.    | 41           | 7. rujna 2023.     | 27. lipnja 2024.  |
| 18.    | 25+          | 5. rujna 2024.     | 2025.             |

## Povijest
Provjereno je počelo s prikazivanjem u rujnu 2007. godine. Prve dvije sezone emisiju je vodila Marija Miholjek, a 2009. godine Ivana Paradžiković preuzima vođenje i uređivanje emisije. U svibnju 2021. godine nakon 12 godina Ivana Paradžiković odlazi iz Provjerenog i s Nove TV. Emisiju po novom uređuje Mato Barišić, a vodi Ema Branica.

## Novinari

### Trenutni
- Mato Barišić (2007. – danas)
- Ema Branica (2008. – danas)
- Danka Derifaj (2007. – 2016.; 2022. - danas)
- Maja Medaković (2009. – danas)
- Ana Malbaša (2017. – danas)
- Barbara Majstorović Ivezić (2021. - danas)
- Nikolina Cetinić (2022. – danas)
- Jelena Rastočić (2023. – danas)

### Bivši
- Marija Miholjek (2007. – 2009.)
- Ana Blažević (2007. – 2012.)
- Ivana Paradžiković (2007. – 2021.)[13]
- Domagoj Mikić (2012. – 2015.)
- Josipa Pletikosić (2013. – 2016.)
- Ivan Čorkalo (2016. – 2021.)
- Kristina Čorak (2017. – 2018.)
- Maruša Stamać (2018. – 2019.)
- Kristian Došen (2018. – 2020.)
- Matina Tenžera (2020. – 2021.)
- Maja Tanasovski (2021.)
- Sara Duvnjak (2021. – 2022.)

## Nagrade i nominacije
Provjereno je više puta, u javnosti i medijima, prepoznato zbog svoga rada i danas slovi kao jedna od malobrojnih emisija u Hrvatskoj koje se bave istraživačkim novinarstvom. Ivana Paradžiković za svoj je rad na promicanju ljudskih prava primila nagradu Joško Kulušić Hrvatskog Helsinškog odbora, kao i nagradu Večernjakova ruža za osobu godine. Danka Derifaj dvije je godine za redom primila nagradu Velebitska degenija za rad na području zaštite prirode. Također je primila nagradu Marija Jurić-Zagorka Hrvatskog novinarskog društva. Maja Medaković 2022. godine nagrađena po drugi put nagradom Svjetionik
- Zlatni studio 2019.[18]
- Večernjakova ruža 2020.[19]

## Vanjske poveznice
- Službena stranica na novatv.dnevnik.hr
- Službena stranica na Facebook-u
- Službena stranica na Instagram-u